# Finale de la Coupe Stanley 1920
Année précédente Année suivante
La finale de la Coupe Stanley 1920 fait suite aux saisons 1919-1920 de la Ligue nationale de hockey et de l'Association de hockey de la Côte du Pacifique. 

## Contexte
Les Sénateurs d'Ottawa ayant remporté les deux moitiés de la saison régulière de la LNH, ils sont qualifiés d'office pour la finale de la Coupe Stanley sans avoir à jouer une série contre une autre équipe de la LNH,. Ils gagnent ainsi le trophée O'Brien. Les Metropolitans de Seattle et les Millionnaires de Vancouver se rencontrent pour la troisième année consécutive pour le titre de champion de la saison de la PCHA. Vaincus 3-0 à domicile lors du premier match, les Metropolitans se reprennent au match retour en battant leurs adversaires 6-0 et se qualifient ainsi pour la finale de la Coupe Stanley. Gordon Roberts, joueur des Millionnaires, dispute le dernier match de sa carrière et inscrit son dernier but lors du premier match de la série. Les deux ligues ayant des règlements différents, la série est jouée alternativement selon les règles de l'une puis de l'autre ; ainsi les matchs 1, 3 et 5 sont joués avec les règles de la PCHA et les deux autres rencontres avec celles de la LNH.

## Finale
| 22 mars | Ottawa | 3-2 (0-1, 1-1, 2-0) | Seattle | The Arena 7 500 spectateurs |

| Feuille de match | Feuille de match                                          | Feuille de match    | Feuille de match                                | Feuille de match    |
| ---------------- | --------------------------------------------------------- | ------------------- | ----------------------------------------------- | ------------------- |
|                  | - Nighbor — 34 min 15 s Nighbor — 50 min Darragh — 56 min | 0-1 0-2 1-2 2-2 3-2 | Foyston — 10 min 25 s Foyston — 26 min 45 s - - | Arbitrage : Smeaton |
| Benedict         | Gardiens                                                  | Holmes              |                                                 | Arbitrage : Smeaton |
|                  |                                                           |                     |                                                 | Arbitrage : Smeaton |
|                  |                                                           |                     |                                                 | Arbitrage : Smeaton |

| 24 mars | Ottawa | 3-0 (1-0, 0-0, 2-0) | Seattle | The Arena |

| Feuille de match | Feuille de match                                  | Feuille de match | Feuille de match | Feuille de match    |
| ---------------- | ------------------------------------------------- | ---------------- | ---------------- | ------------------- |
|                  | Darragh — 14 min Gerard — 46 min Nighbor — 59 min | 1-0 2-0 3-0      | - -              | Arbitrage : Smeaton |
| Benedict         | Gardiens                                          | Holmes           |                  | Arbitrage : Smeaton |
|                  |                                                   |                  |                  | Arbitrage : Smeaton |
|                  |                                                   |                  |                  | Arbitrage : Smeaton |

| 27 mars | Ottawa | 1-3 (1-1, 0-1, 0-1) | Seattle | The Arena |

| Feuille de match | Feuille de match    | Feuille de match | Feuille de match                                        | Feuille de match    |
| ---------------- | ------------------- | ---------------- | ------------------------------------------------------- | ------------------- |
|                  | Boucher — 6 min - - | 1-0 1-1 1-2 1-3  | - Foyston — 9 min Foyston — 32 min Rickey — 49 min 30 s | Arbitrage : Smeaton |
| Benedict         | Gardiens            | Holmes           |                                                         | Arbitrage : Smeaton |
|                  |                     |                  |                                                         | Arbitrage : Smeaton |
|                  |                     |                  |                                                         | Arbitrage : Smeaton |

| 30 mars | Ottawa | 2-5 (0-2, 2-1, 0-2) | Seattle | Arena Gardens |

| Feuille de match | Feuille de match                          | Feuille de match            | Feuille de match                                                                       | Feuille de match    |
| ---------------- | ----------------------------------------- | --------------------------- | -------------------------------------------------------------------------------------- | ------------------- |
|                  | - Nighbor — 22 min - Nighbor — 31 min - - | 0-1 0-2 1-2 1-3 2-3 2-4 2-5 | Foyston — 3 min Rowe — 8 min - Jack Walker — 28 min - Rickey — 42 min Foyston — 45 min | Arbitrage : Smeaton |
| Holmes           | Gardiens                                  | Benedict                    |                                                                                        | Arbitrage : Smeaton |
|                  |                                           |                             |                                                                                        | Arbitrage : Smeaton |
|                  |                                           |                             |                                                                                        | Arbitrage : Smeaton |

| 1 avril | Ottawa | 6-1 (1-1, 0-0, 5-0) | Seattle | Arena Gardens |

| Feuille de match | Feuille de match                                                                                            | Feuille de match            | Feuille de match  | Feuille de match    |
| ---------------- | --- | --------------------------- | ----------------- | ------------------- |
|                  | - Boucher — 14 min Darragh — 45 min Gerard — 50 min Darragh — 53 min Darragh — 54 min Nighbor — 54 min 30 s | 0-1 1-1 2-1 3-1 4-1 5-1 6-1 | Rowe — 10 min - - | Arbitrage : Smeaton |
| Holmes           | Gardiens | Benedict                    |                   | Arbitrage : Smeaton |
|                  | |                             |                   | Arbitrage : Smeaton |
|                  | |                             |                   | Arbitrage : Smeaton |

## Effectif champion
- Joueurs : Clint Benedict, Buck Boucher, Morley Bruce, Punch Broadbent, Sprague Cleghorn, Jack Darragh, Cy Denneny, Eddie Gerard, Jack MacKell, Horace Merrill et Frank Nighbor
- Dirigeants : Thomas Gorman (directeur général) et Pete Green (entraîneur)[5]